# Yacas
Yacas (ˈjækəs, やかす) は汎用の計算機代数ソフトウェアである。名前は Yet Another Computer Algebra System から来ており、GNU General Public License にしたがった利用と配布が認められている自由ソフトウェアである。

## 概要
Yacas は計算機代数の演算を行うシステムであるため、数式の記号操作ができる。また記号計算および任意精度の数値計算を行うための独自のプログラミング言語処理系を備えている。多くの数式処理操作を実装したスクリプトのライブラリを持っており、新たに実装したアルゴリズムの追加が容易に行えるようになっている。スクリプト言語および実装されている機能とアルゴリズムについての文書が多数用意されている。
Yacas の入出力は CUI および OpenMath のどちらでも行え、対話的動作とバッチ処理の両方をサポートしている。